# Rapla kommun
Rapla kommun (estniska: Rapla vald) är belägen i landskapet Raplamaa i Estland. Den har en befolkning på 13 414 (2017) och en yta på 849 km². Kommunen är belägen på inlandet, 40 km söder om huvudstaden Tallinn. Kommunens centralort är Rapla.
Kommunen utgjorde till en början omgivningen runt staden Rapla. År 2002 slogs stads- (estniska: Rapla linn) och landskommunen (Rapla vald) Rapla samman. I samband med kommunreformen 2017 uppgick Juuru kommun, Kaiu kommun och delar av Raikküla kommun i Rapla kommun.

## Orter
I Rapla kommun finns en stad, fem småköpingar (estniska: alevik) och ett antal byar.

### Stad
- Rapla (centralort)

### Småköpingar
- Alu
- Hagudi
- Juuru (tidigare centralort i Juuru kommun)
- Kaiu (tidigare centralort i Kaiu kommun)
- Kuusiku

### Byar
- Alu-Metsküla
- Aranküla
- Atla
- Hagudi
- Helda
- Hõreda
- Härgla
- Iira
- Jalase
- Jaluse
- Juula
- Järlepa
- Kabala (tidigare Tamme och centralort i Raikküla kommun)
- Kaigepere
- Kalda
- Kalevi
- Karitsa
- Kasvandu
- Kelba
- Keo
- Kodila
- Kodila-Metsküla
- Koigi
- Koikse
- Kuimetsa
- Kuku
- Kuusiku-Nõmme
- Kõrgu
- Lipa
- Lipametsa
- Lipstu
- Loe
- Lõiuse
- Lõpemetsa
- Mahlamäe
- Mahtra
- Maidla
- Metsküla
- Mõisaaseme
- Mällu
- Nõmme
- Nõmmemetsa
- Nõmmküla
- Oblu
- Oela
- Ohulepa
- Oola
- Orguse
- Palamulla
- Pirgu
- Purila
- Purku
- Põlliku
- Põlma
- Raela
- Raikküla
- Raka
- Ridaküla
- Röa
- Sadala
- Seli
- Seli-Nurme
- Sikeldi
- Sulupere
- Suurekivi
- Tamsi
- Tapupere
- Tolla
- Toomja
- Tuti
- Tõrma
- Ummaru
- Uusküla
- Vahakõnnu
- Vahastu
- Valli
- Valtu
- Vana-Kaiu
- Vankse
- Vaopere
- Väljataguse
- Äherdi
- Ülejõe